# 社會學論壇
《社會學論壇》（Sociological Forum）是一份1986年創辦的美國社會學學術期刊，由東部社會學會（Eastern Sociological Society）發行、Wiley-Blackwell出版，目前主編是美國羅格斯大學社會學教授卡倫·瑟拉多（Karen A. Cerulo）。該期刊收錄範圍含概社會學及其相關領域學科，尤其鼓勵創新的社會學研究。
根據《期刊引證報告》數據顯示，《社會學論壇》在2011年時的影響因子是0.908，在137份社會學期刊中排名第58。

## 外部連結
- 《社會學論壇》在出版社官網的介紹 （页面存档备份，存于） （英文）